# Жайик (Байтерецький район)
Жайи́к (каз. Жайық) — село у складі Байтерецького району Західноказахстанської області Казахстану. Входить до складу Байкониського округу.
У радянські часи село називалось МТФ або Літник.
Населення — 529 осіб (2021; 274 у 2009, 157 у 1999, 156 у 1989).